# Маниязов, Бахтияр Камилович
Бахтияр Камилович Маниязов (29 мая 1972 года, Киргизская ССР) — узбекский политический деятель, депутат Законодательной палаты Олий Мажлиса Республики Узбекистан IV созыва. Член Демократической партии Узбекистана «Миллий Тикланиш».

## Биография
Бахтияр Маниязов окончил Ташкентский электротехнический институт связи и Академию государственного и общественного строительства при президенте Узбекистан. В 2020 году избран в Законодательную палату Олий Мажлиса Республики Узбекистан IV созыва, а также назначен на должность члена Комитета по вопросам инновационного развития, информационной политики и информационных технологий Законодательной палаты Олий Мажлиса Республики Узбекистан.